# Alexis Bouvard

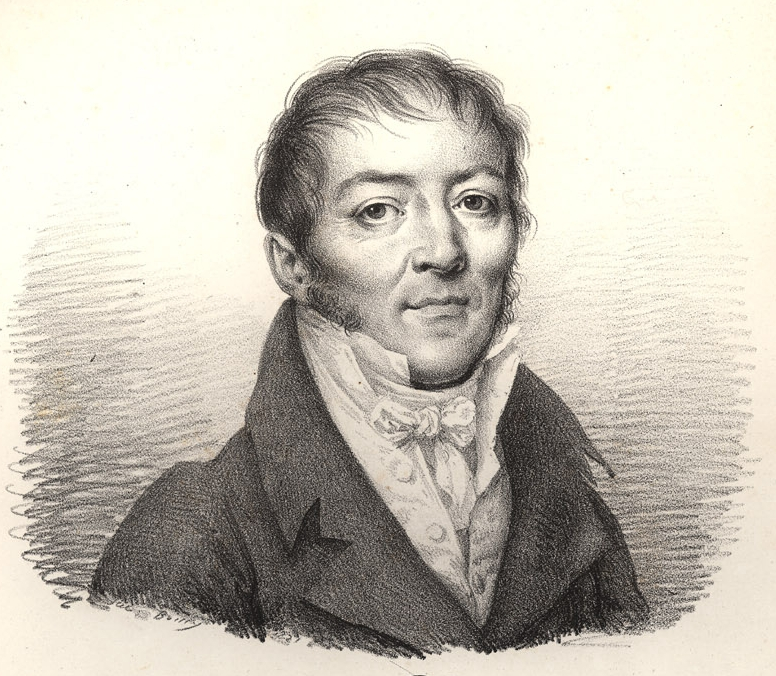
Alexis Bouvard

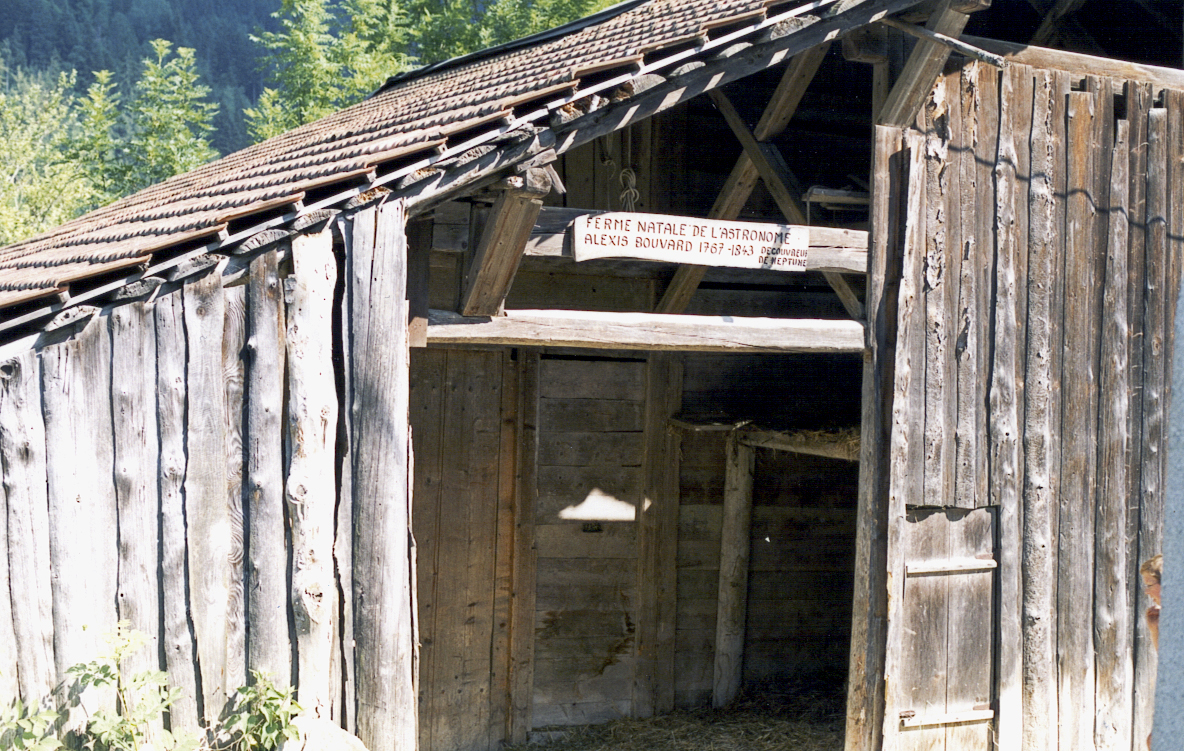
Farma Alexisa Bouvarda w Contamines-Montjoie

Alexis Bouvard (ur. 27 czerwca 1767 w Contamines, zm. 7 czerwca 1843 w Paryżu) – francuski astronom, szczególnie znany z obserwacji zaburzeń w ruchu Urana i postawienia hipotezy o istnieniu ósmej planety w Układzie Słonecznym.

## Życiorys
Urodził się w Contamines (obecnie Contamines-Montjoie). Do jego osiągnięć należy m.in. odkrycie ośmiu komet i opracowanie tablic astronomicznych zawierających precyzyjne wyznaczenie orbit Jowisza i Saturna (1808) oraz Urana (1821). Pierwsze dwie tablice były bardzo dokładne, natomiast tablice z Uranem wykazały znaczne rozbieżności z późniejszymi obserwacjami. Doprowadziło to Bouvarda do postawienia hipotezy o istnieniu ósmej planety odpowiedzialnej za zaburzenia orbity Urana. Hipoteza ta została potwierdzona dopiero po jego śmierci, kiedy to John Couch Adams i Urbain Le Verrier niezależnie od siebie odkryli Neptuna.
Bouvard był dyrektorem Obserwatorium Paryskiego. Od 1803 roku należał do Francuskiej Akademii Nauk, a od 1826 roku był członkiem Royal Society. Zmarł w Paryżu.